# Lanni Hu
Lanni Hu (kinesiska: 烂泥湖) är en sjö i Kina. Den ligger i provinsen Hunan, i den södra delen av landet, omkring 54 kilometer nordväst om provinshuvudstaden Changsha. Lanni Hu ligger 22 meter över havet. Arean är 5,8 kvadratkilometer. Trakten runt Lanni Hu består till största delen av jordbruksmark. Den sträcker sig 2,8 kilometer i nord-sydlig riktning, och 4,9 kilometer i öst-västlig riktning.
Genomsnittlig årsnederbörd är 1 710 millimeter. Den regnigaste månaden är maj, med i genomsnitt 305 mm nederbörd, och den torraste är oktober, med 46 mm nederbörd.